# Рауль (острів)
Рауль (англ. Raoul) — острів у складі новозеландського архіпелагу Кермадек. Тут знаходиться найпівнічніша точка країни.

## Клімат
Острів знаходиться у зоні, котра характеризується вологим субтропічним кліматом. Найтепліший місяць — лютий із середньою температурою 21.7 °C (71 °F). Найхолодніший місяць — липень, із середньою температурою 15.6 °С (60 °F).
| Клімат о. Рауль         | Клімат о. Рауль | Клімат о. Рауль | Клімат о. Рауль | Клімат о. Рауль | Клімат о. Рауль | Клімат о. Рауль | Клімат о. Рауль | Клімат о. Рауль | Клімат о. Рауль | Клімат о. Рауль | Клімат о. Рауль | Клімат о. Рауль | Клімат о. Рауль |
| Показник                | Січ.            | Лют.            | Бер.            | Квіт.           | Трав.           | Черв.           | Лип.            | Серп.           | Вер.            | Жовт.           | Лист.           | Груд.           | Рік             |
| Абсолютний максимум, °C | 28,5            | 28              | 29              | 27              | 25              | 23,4            | 23,5            | 23              | 22,7            | 23,9            | 26,7            | 27              | 29              |
| Середній максимум, °C   | 25,1            | 25,8            | 25,1            | 23,8            | 22,1            | 20,3            | 19,4            | 19,3            | 19,9            | 20,9            | 22,2            | 23,8            | 22,3            |
| Середня температура, °C | 21              | 22              | 21              | 20              | 18              | 17              | 16              | 16              | 16              | 17              | 18              | 20              | 18              |
| Середній мінімум, °C    | 19,7            | 20,5            | 19,9            | 18,3            | 16,5            | 14,8            | 13,7            | 13,3            | 14              | 14,9            | 16,4            | 18,3            | 16,7            |
| Норма опадів, мм        | 109             | 142             | 134             | 117             | 136             | 157             | 157             | 133             | 111             | 88              | 85              | 103             | 1472            |
| Днів з дощем            | 12,2            | 14,3            | 17,3            | 16,9            | 18,7            | 20,5            | 21,9            | 19,4            | 16,2            | 14,2            | 12,4            | 13,2            | 197,2           |
| ----------------------- | --------------- | --------------- | --------------- | --------------- | --------------- | --------------- | --------------- | --------------- | --------------- | --------------- | --------------- | --------------- | --------------- |
| Джерело: Weatherbase    |                 |                 |                 |                 |                 |                 |                 |                 |                 |                 |                 |                 |                 |